# PKP řada Ty42

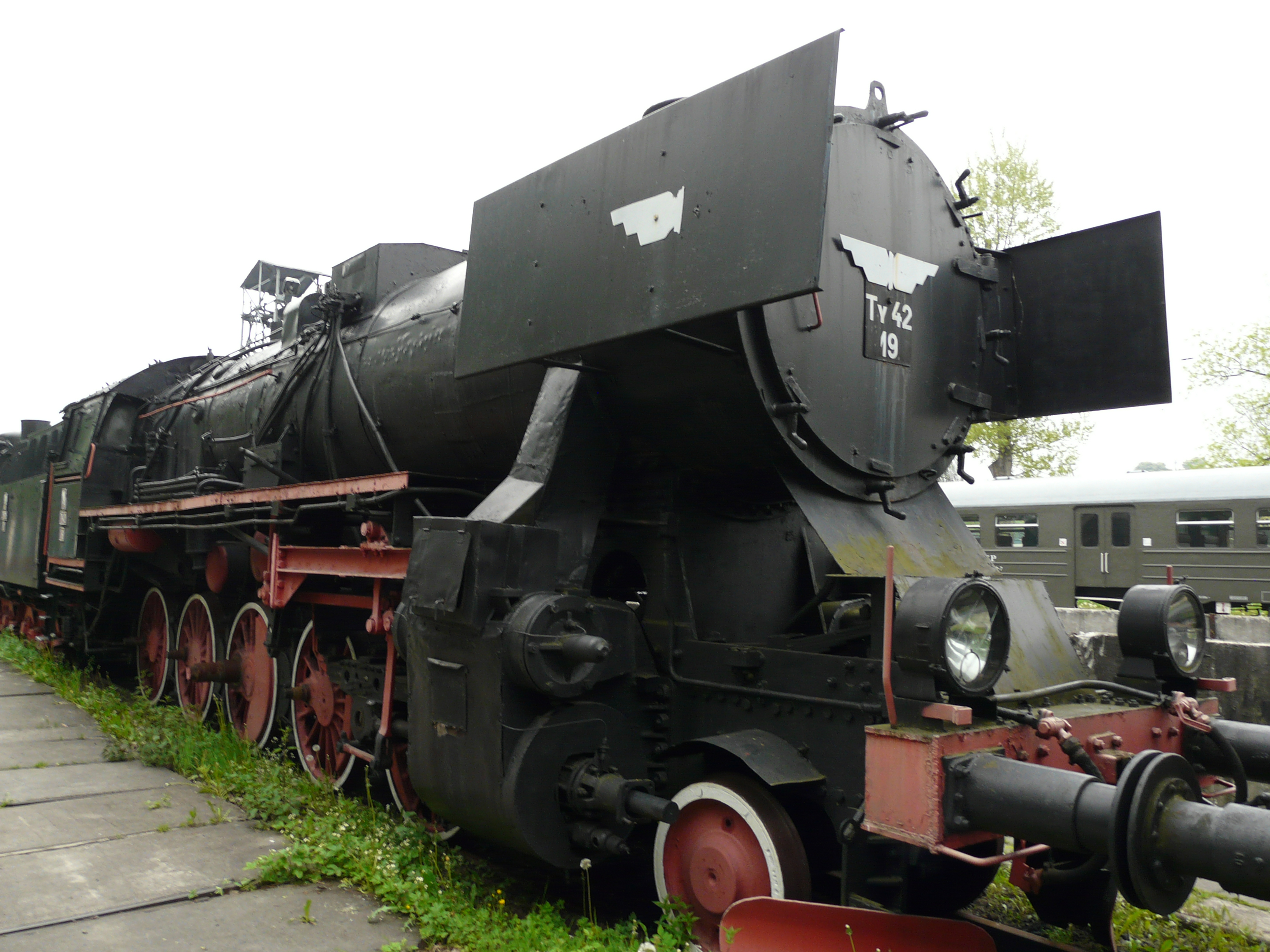
Lokomotiva Ty42-19 v Chabówce

Řada Ty42 je řada normálněrozchodných parních lokomotiv, které provozovaly polské dráhy PKP. Jedná se o část strojů, které byly vyráběny v letech 1945 až 1946 v továrně v Fablok (polsky Pierwsza Fabryka Lokomotyw w Polsce Sp. Akc.), v Chrzanově. Vyrobeno bylo 150 kusů. Ty42-19 z depa v Zebrzydowicích je jediný provozní exemplář, nachází se ve skanzenu v Chabówce.